# NGC 7599
NGC 7599 is een balkspiraalstelsel in het sterrenbeeld Kraanvogel. Het hemelobject werd op 2 september 1836 ontdekt door de Britse astronoom John Herschel.

## Synoniemen
- IC 5308
- ESO 347-34
- MCG -7-47-33
- IRAS 23166-4231
- PGC 71066